# Garry Shandling
Garry Emmanuel Shandling (29 tháng 11 năm 1949 – 24 tháng 3 năm 2016) là một diễn viên hài, đạo diễn, biên kịch, nhà sản xuất và diễn viên lồng tiếng người Mỹ, nổi tiếng bởi đóng góp trong It's Garry Shandling's Show và The Larry Sanders Show.
Shandling khởi nghiệp bằng việc sáng tác cho nhiều loạt phim hài kịch tình huống, như Sanford and Son và Welcome Back, Kotter. Ông đạt thành công nhờ diễn xuất trong The Tonight Show Starring Johnny Carson, trở thành chủ trì và khách mời thường xuyên của chương trình. Vào năm 1986, ông sáng lập nên It's Garry Shandling's Show cho kênh truyền hình cáp trả tiền Showtime. Chương trình giành 4 giải Emmy (bao gồm 1 giải trong Shandling) và kéo dài đến năm 1990. Chương trình thứ hai của ông mang tên The Larry Sanders Show, xuất hiện trên HBO vào năm 1992 còn đạt nhiều thành công hơn nữa. Shandling giành thêm 18 đề cử giải Emmy cho chương trình và thắng hạng mục "Sáng tác nổi bật cho loạt chương trình hài" vào năm 1998, cùng Peter Tolan cho kịch bản trong tập cuối. Ở điện ảnh, ông tham gia nhiều bộ phim của Marvel Cinematic Universe, bao gồm Iron Man 2 và Captain America: The Winter Soldier. Ông còn lồng tiếng vai Verne trong Over the Hedge của hãng DreamWorks Animation.
Trong sự nghiệp kéo dài 3 thập kỷ, Shandling giành được 19 đề cử giải Primetime Emmy và 2 giải Quả cầu vàng. Ông 4 lần là chủ trì giải Grammy và 3 lần cho giải Emmy.

## Đời tư
Shandling chưa từng kết hôn hay có con. Ông ở cùng một căn hộ với vợ chưa cưới là diễn viên và người mẫu Playboy Linda Doucett, từ năm 1987 đến 1994; trên The Larry Sanders Show, Doucett vào vai Darlene, trợ lý lẩm cẩm của Hank Kingsley. Khi mối quan hệ chấm dứt, Doucett đâm đơn kiện Shandling và công ty sản xuất Brillstein-Grey Entertainment của Grey vì tội quấy rối tình dục và đơn phương kết thúc hợp đồng. Vụ việc được dàn xếp ngoài phiên tòa vào năm 1997 với giá 1 triệu đô-la Mỹ. Shandling chơi bóng rổ và đấm bốc 4 lần mỗi tuần. Là một người hâm mộ quyền anh, ông sở hữu Wildcard West Boxing Gym tại Santa Monica, California.

## Qua đời
Shandling qua đời vào ngày 24 tháng 3 năm 2016 tại tư gia ở Los Angeles, California khi 66 tuổi. Los Angeles Police Department báo cáo ông bất ngờ ngã quỵ tại nhà và được đưa đến bệnh viện. Dù vậy, trong lúc được hồi sức thì Shandling đã bất tỉnh. Ông trải qua "một cơn trụy tim nặng." Một trong những lần lên sóng truyền hình cuối cùng của Shandling là trên chương trình Comedians in Cars Getting Coffee của Jerry Seinfeld vào ngày 20 tháng 1 năm 2016. Trong chương trình, ông tiết lộ mình đang mang mắc hyperparathyroidism, một chứng bệnh gia tăng nguy cơ nhồi máu cơ tim.
Sau khi qua đời, nhiều người bạn thân của ông đã tổ chức vinh danh Shandling tại một trận bóng rổ tại quê nhà của ông, bao gồm Jeffrey Tambor, Bill Maher, Kathy Griffin, Sarah Silverman, và Kevin Nealon.

## Sự nghiệp điện ảnh
| Năm  | Tựa đề                              | Vai                      | Ghi chú               |
| ---- | ----------------------------------- | ------------------------ | --------------------- |
| 1993 | The Night We Never Met              | Mr. Vertisey             | Không ghi nhận        |
| 1994 | Love Affair                         | Kip DeMay                |                       |
| 1994 | Mixed Nuts                          | Stanley                  |                       |
| 1998 | Dr. Dolittle                        | Male Pigeon (lồng tiếng) |                       |
| 1998 | Hurlyburly                          | Artie                    |                       |
| 2000 | What Planet Are You From?           | Harold Anderson          | Sản xuất, biên kịch   |
| 2001 | Town & Country                      | Griffin Morris           |                       |
| 2001 | Zoolander                           | Chính ông                |                       |
| 2002 | Run Ronnie Run                      | Chính ông                |                       |
| 2005 | Trust the Man                       | Dr. Beekman              |                       |
| 2006 | Over the Hedge                      | Verne (lồng tiếng)       |                       |
| 2006 | Hammy's Boomerang Adventure         | Verne (lồng tiếng)       | Phim ngắn             |
| 2010 | Iron Man 2                          | Senator Stern            |                       |
| 2011 | The Brain Storm                     | Garry Shandling          | Phim ngắn             |
| 2012 | The Dictator                        | Health inspector         | Không ghi nhận        |
| 2014 | Captain America: The Winter Soldier | Senator Stern            |                       |
| 2016 | The Jungle Book                     | Ikki (lồng tiếng)        | Phát hành sau khi mất |

## Truyền hình
| Năm       | Tựa đề                                             | Vai                               | Ghi chú                                                      |
| --------- | -------------------------------------------------- | --------------------------------- | ------------------------------------------------------------ |
| 1984      | Garry Shandling: Alone in Vegas                    | Chính ông                         | Chương trình đặc biệt                                        |
| 1986      | The Garry Shandling Show: 25th Anniversary Special | Garry Shandling                   | Châm biếm The Tonight Show Starring Johnny Carson            |
| 1983–1988 | The Tonight Show Starring Johnny Carson            | Chủ trì                           | Không rõ lượng tập; từ tháng 8 năm 1983 đến tháng 8 năm 1988 |
| 1986–1990 | It's Garry Shandling's Show                        | Garry Shandling                   | 72 tập, đồng sáng tạo, biên kịch, đạo diễn                   |
| 1987      | Saturday Night Live                                | Chủ trì                           | Tập: "Garry Shandling/Los Lobos"                             |
| 1990      | Mother Goose Rock 'n' Rhyme                        | Jack                              | Phim truyền hình                                             |
| 1990      | 32nd Annual Grammy Awards                          | Chủ trì                           | Chương trình đặc biệt                                        |
| 1991      | 33rd Annual Grammy Awards                          | Chủ trì                           | Chương trình đặc biệt                                        |
| 1991      | Garry Shandling: Stand-Up                          | Chính ông                         | Chương trình đặc biệt                                        |
| 1992      | The Ben Stiller Show                               | Garry Shandling                   | Tập: "With Garry Shandling"                                  |
| 1992–1998 | The Larry Sanders Show                             | Larry Sanders                     | 89 tập; đồng sáng lập, đạo diễn, biên kịch                   |
| 1993      | 35th Annual Grammy Awards                          | Chủ trì                           | Chương trình đặc biệt                                        |
| 1994      | 36th Annual Grammy Awards                          | Chủ trì                           | Chương trình đặc biệt                                        |
| 1996      | Dr. Katz, Professional Therapist                   | Garry (lồng tiếng)                | Tập: "Sticky Notes"                                          |
| 1998      | Caroline in the City                               | Steve                             | Tập: "Caroline and the Marriage Counselor: Part 2"           |
| 2000      | The X-Files                                        | Chính ông                         | Tập: "Hollywood A.D."                                        |
| 2000      | 52nd Primetime Emmy Awards                         | Chủ trì                           | Chương trình đặc biệt                                        |
| 2002      | My Adventures in Television                        | Chính ông                         | Tập: "Death Be Not Pre-Empted"                               |
| 2003      | 55th Primetime Emmy Awards                         | Chủ trì                           | Chương trình đặc biệt                                        |
| 2004      | 56th Primetime Emmy Awards                         | Chủ trì                           | Chương trình đặc biệt                                        |
| 2006      | Tom Goes to the Mayor                              | Captain Pat Lewellen (lồng tiếng) | Tập: "Couple's Therapy"                                      |

### Biên kịch
| Năm       | Tựa đề               | Ghi chú                      |
| --------- | -------------------- | ---------------------------- |
| 1975–1976 | Sanford and Son      | 4 tập                        |
| 1976      | Welcome Back, Kotter | Tập: "Horshack vs. Carvelli" |

## Sách
- Confessions of a Late-night Talk-show Host: The Autobiography of Larry Sanders.[21]